# Styloptera formosae
Styloptera formosae är en tvåvingeart som beskrevs av Oswald Duda 1924. Styloptera formosae ingår i släktet Styloptera och familjen daggflugor.
Artens utbredningsområde är Taiwan. Inga underarter finns listade i Catalogue of Life.